# Buying Time
Buying Time é un film canadese del 1989 diretto da Mitchell Gabourie.

## Trama
Due giovani truffatori, vengono presi dalla polizia per aiutarli a incastrare un criminale, e i due s'infiltrano in un carcere minorile, incontrandosi un sicario che organizza corse clandestine con i cavalli.